# Selective Laser Sintering

La Sinterizzazione Selettiva con laser o SLS (in inglese: Selective Laser Sintering) è una tecnologia di produzione additiva che impiega un raggio Laser per sinterizzare delle particelle di polvere che può essere a base polimerica o composita. In caso di utilizzo di polveri metalliche ci si riferisce alla tecnologia con l'acronimo SLM (Selective Laser Melting). La maggior parte delle macchine che sfruttano questa tecnologia sono di tipo industriale sfruttabili per produzione massiva di parti, ma negli ultimi anni sono stati presentati sul mercato modelli di stampanti 3D SLS desktop.

## Storia
La tecnologia SLS è stata sviluppata e brevettata per la prima volta durante gli anni '80 presso l'università del Texas ad Austin.

## Tecnologia
La tecnologia utilizza come materiale da produzione polveri con granulometria controllata (ovvero con distribuzione gaussiana centrata su valori compresi tra 15-100 µm) che vengono depositate in uno strato uniforme (con spessori variabili da 10 a 200 µm), che vengono sinterizzate mediante l'applicazione di energia termica fornita da un fascio laser ad alta potenza, che viene deviato da un sistema di movimentazione basata su galvanometri, e che permette di sinterizzare localmente le particelle. Il processo è iterato per un numero di volte tali da formare il manufatto. 
Una macchina a sinterizzazione laser prende come input un file 3D generato da un software CAD.

## Materiali
Nella tecnologia SLS vengono utilizzati polimeri termoplastici sotto forma di polveri, in particolare i materiali più utilizzati sono polimeri della famiglia delle Poliammidi (PA11, PA12, PA6), Polistireni (PS), elastomeri termoplastici (es: TPU, uretano termoplastico).  Per applicazioni speciali esistono polveri compositi che oltre alla matrice termoplastica integrano fibre di carbonio o vetro, che conferiscono stabilità dimensionale delle parti ed un incremento delle prestazioni meccaniche, tra questi, ad esempio l'Alumide. 
I materiali da impiegare nella tecnologia SLS richiedono lo stoccaggio in condizioni ambientali controllate, in quanto tendono a soffrire di igroscopia.

## Applicazioni
Come tutte le tecnologie di fabbricazione additiva, l'applicazione più comune è la prototipazione, o la realizzazione di parti caratterizzate da geometrie molto complesse e con basse numeriche di produzione, che non giustificherebbero la costruzione di stampi ad hoc. I campi applicativi possono variare dal campo biomedicale, come la costruzione di stent bronchiali, applicazioni in ambito industriale, come produzione di dime e supporti alla produzione. La caratteristica di elevata produttività permette di arrivare a beni di consumo, legati ad esempio al mondo dell'occhialeria

## Vantaggi
Tra i principali vantaggi di questa tecnologia troviamo la libertà geometrica, che sfruttando il letto di polvere non fusa come supporto permette di creare oggetti senza vincoli di sottosquadri (come invece è richiesto nella più comune tecnologia a deposizione di materiale fuso (FDM), questo permette la stampa delle parti disposte liberamente all'interno del volume di stampa, permettendo di stampare più parti nello stesso processo di stampa. L'assenza di supporti permette di aumentare la produttività e ridurre i costi di post processo.
In base ai materiali utilizzati è possibile ottenere parti con certificazione di biocompatibilità, conformi alle normative EN ISO 10993-1, oppure con resistenza alla fiamma secondo normativa UL 94.

## Svantaggi
Tra gli svantaggi, la porosità dovuta alla non completa fusione delle particelle di polvere rende questo tipo di tecnologia poco applicabile per applicazioni che richiedono il trasporto di fluidi in pressione, oltre che creare parti con una resistenza meccanica inferiore se paragonate a parti realizzate con fusione totale (es stampaggio a iniezione). La rugosità superficiale richiede spesso l'impiego di processi secondari, come l'applicazione di specifici coating protettivi.